# DEBAG
Die DEBAG Deutsche Backofenbau GmbH ist ein Hersteller von Ofen-, Back- sowie Gär- und Kältetechnik. Zu den Kunden der DEBAG zählen das Bäckerhandwerk, aber auch der Lebensmitteleinzelhandel, die Gastronomie, Hotellerie und Tankstellen. DEBAG ist in 50 Ländern aktiv und unterhält Auslandsgesellschaften in Polen, Frankreich, Russland und den USA.

## Geschichte
Die Wurzeln der DEBAG liegen sowohl in München als auch in Bautzen.
1911 wurde das Backofenbau-Geschäft von Alois Paul Linder in München gegründet. 1936 folgte die Erfindung und Patentierung einer innovativen Umwälzheizung für Backöfen, das sogenannte Monsun-System.
1924 wurde in Bautzen das Unternehmen Gustav Schmidt und Söhne OHG gegründet. In dieser Form bestand die Firma als Betrieb mit staatlicher Beteiligung bis 1972. Nach deren Auflösung wurde im gleichen Jahr die VEB Backenofenfabrik Bofaba Bautzen gegründet und in das Kombinat „Fortschritt Landmaschinen“ eingegliedert. Dieser bestand bis 1989, darauf erfolgte eine Umwandlung in eine Gesellschaft mit beschränkter Haftung.
1990 erfolgte die Zusammenführung zwischen der VEB BOFABA Bautzen und der DEBAG. Damit entstand das Unternehmen in seiner heutigen Form mit Hauptsitz in Bautzen. Der Standort München wurde geschlossen.

## Standorte
- Bautzen – Hauptstandort und Produktion von Ladenbacköfen
- Königsbrück – Servicecenter und Produktion der Großbacköfen sowie Kühl- und Gärtechnik
- Metz – Auslandsgesellschaft ASCOBLOC-DEBAG France SAS Frankreich
- Syców – Auslandsgesellschaft Pro Ascobloc Sp.z o.o.  Polen
- Moskau – Auslandsgesellschaft OOO Ascobloc Debag Rus Russland

## Produkte

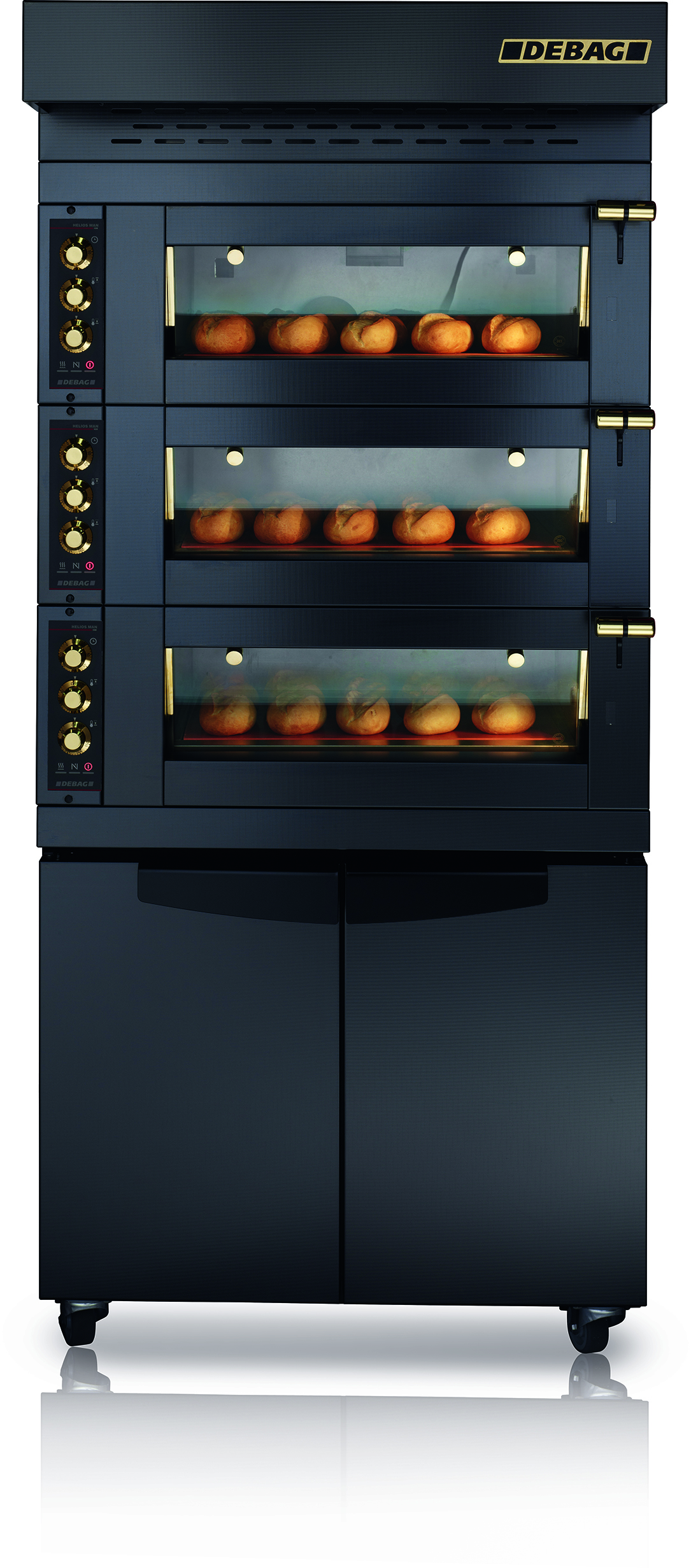
Helios, ein Ladenbackofen von DEBAG

- Ofen- und Backtechnik (Laden,-Etagen,-Stikkenbacköfen)
- Kälte- und Gärtechnik
- Zubehör wie zum Beispiel Edelstahlmöbel, Beschickungssysteme

## Monsun Backtechnik
Die Monsun Backtechnik ist nach dem Tropenwind Monsun benannt und wurde als Vorbild für die Luftzirkulation im Ofen genommen. Durch die Luftströmung (Konvektion) wird Wärme an den Teigling übertragen. Die Luft in der Backkammer strömt langsam und unterliegt regelmäßigen Richtungswechseln. Durch dieses patentierte Heißluftsystem wird eine gleichmäßige Wärmeübertragung an jedes Backgut ermöglicht, selbst bei einer hohen Belegungsdichte.

## Unternehmensverbund
- ascobloc Gastro-Gerätebau GmbH
- AlexanderSolia GmbH
- Königsbrücker Ausbildungsstätte gGmbH
- LFT Metall GmbH